# Epinephelus analogus
Epinephelus analogus is een straalvinnige vis uit de familie van zaagbaarzen (Serranidae) en behoort derhalve tot de orde van baarsachtigen (Perciformes). De vis kan een lengte bereiken van 104 cm.

## Leefomgeving
Epinephelus analogus is een zoutwatervis. De vis prefereert een subtropisch klimaat en leeft hoofdzakelijk in de Grote Oceaan. De diepteverspreiding is 0 tot 10 m onder het wateroppervlak.

## Relatie tot de mens
Epinephelus analogus is voor de visserij van beperkt commercieel belang. In de hengelsport wordt er weinig op de vis gejaagd.